# Antología (bài hát)
"Antología" (tiếng Việt: "Văn tuyển") là một đĩa đơn của ca sĩ người Colombia Shakira, trích từ album phòng thu đầu tiên của cô, Pies Descalzos.